# Fritz Halberg-Krauss
Ne pas confondre avec Friedrich Kraus (1826-1894).
Friedrich Wilhelm Maximilian Theodor Krauss, né le 22 mars 1874 à Stadtprozelten et mort en 1951 à Prien am Chiemsee, est un peintre paysagiste impressionniste allemand et un représentant important de l'école de Munich.

## Biographie
Fritz Halberg-Krauss naît le 22 mars 1874 à Stadtprozelten.
Il peint des paysages de la région de l'Isar et des Alpes. Il figure souvent dans les expositions du Glaspalast de Munich à partir de 1908.
Fritz Halberg-Krauss meurt en 1951 à Prien.